# Presidenten (roman)

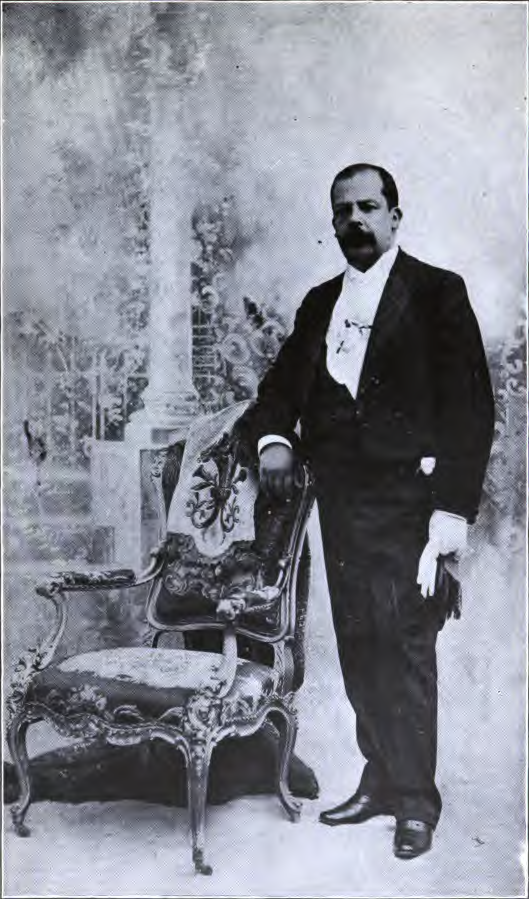
Manuel Estrada Cabrera, president i Guatemala från 1898 till 1920, inspirationskälla till huvudpersonen i romanen.

Presidenten (originaltitel El Señor Presidente) är en roman skriven 1946 på spanska av författaren och diplomaten Miguel Ángel Asturias från Guatemala. Romanen utgör en milstolpe i latinamerikansk litteratur och utforskar den politiska diktaturen och dess effekter på samhället. Asturias uppvisar här en tidig användning av den litterära teknik som nu kallas magisk realism. Den är ett av de mest betydande verken i sin genre, och utgör en vidareutveckling av en tidigare novell som Asturias skrev för att protestera mot de sociala orättvisorna i efterdyningarna från en förödande jordbävning i författarens hemstad. 
Även om Presidenten inte uttryckligen identifierar miljön som Guatemala under det tidiga 1900-talet är det uppenbart att president Manuel Estrada Cabrera, med regeringstid 1898–1920, har inspirerat till romanens huvudperson. Asturias började skriva romanen på 1920-talet och avslutade den 1933, men Guatemalas diktatur-regeringars långtgående politiska censur försenade publiceringen i tretton år. 
Huvudpersonen presidenten förekommer endast sällan i berättelsen. Men Asturias skapar ett antal andra personer som visar de fruktansvärda effekterna av att leva i en diktatur. Hans användning av ett drömlikt bildspråk, onomatopoesi, liknelser och upprepningen av vissa fraser, i kombination med en oregelbunden struktur, som består av plötsliga förändringar av stil och perspektiv, stammar från surrealistiska och ultraistiska influenser. Stilen i Presidenten påverkade en hel generation av latinamerikanska författare. Temata i Asturias roman, såsom oförmåga att tala om verkligheten bortsett från drömmar, makten från det skrivna ordet i händerna på myndigheterna och det främlingskap som skapas av tyranni, handlar alla om erfarenheterna av att leva under en diktatur. 
Vid dess slutliga publicerandet av Presidenten i Mexiko 1946, mötte den snart kritikernas bifall. År 1967 fick Asturias Nobelpriset i litteratur för helheten av sin litterära produktion. Detta internationella erkännande firades i hela Latinamerika, där det sågs som ett erkännande av regionens litteratur i sin helhet. 
Sedan dess har Presidenten filmatiserats tre gånger.